# 熊本饅頭屋夫妻殺人事件
熊本饅頭屋夫妻殺人事件（くまもとまんじゅうやふさいさつじんじけん）とは、1956年1月12日に熊本県で発生した強盗殺人事件。
被疑者の上告審口頭弁論公判において被告人側弁護人が「（事実上）死刑が相当」と主張したことが弁護放棄であると問題になった事例でもある。

## 事件の概要
1956年（昭和31年）1月12日朝、熊本県玉名郡長洲町にある饅頭屋の入口に「15日くらい休みます」という貼り紙が出された。その後、この饅頭屋の主人（当時48歳）と妻（当時63歳）の姿を誰も見ることはなかった。不審に思った妻の実弟が1月25日に警察に捜索願を提出した。2月になって饅頭屋に住み込みで働いていた松江某（当時20歳）が戻ってきたので、警察の立会いのもとで饅頭屋の捜索を行ったが、夫婦の行方の手懸かりを見つけることは出来なかった。松江某の話では夫婦は熊本にいると証言し、夫婦が失踪する直前に派手な夫婦けんかをしていたという近隣住民の証言もあり事件性がないとされた。
夫婦がいなくなって2年がたち、饅頭屋だった空家を妻の姪婿が借りることになった。1958年（昭和33年）6月9日に大掃除の最中に長持のなかからミイラ化した夫婦の遺体を発見した。状況から他殺は明らかであったが、警察は当初派手な夫婦けんかがあったという証言や、凶器が2種類あったことから、妻を殺害後に主人が何者かに殺害されたと推測していた。いずれにしても店員の松江某を重要参考人として探すことになった。
だが、身元調査の結果、松江某は二重戸籍者であることが判明し、本当はMという名前であった。「松江」の戸籍は18歳の時に無賃乗車で捕まった時に、Mの「原爆で両親を失い天涯孤独だ」という、うその身の上話に騙された保護司が新たに作ったものであった。Mは6月11日に全国指名手配された。
Mは1958年11月11日に東京で逮捕された。Mが夫婦を殺害して通帳等を奪い遺体を長持ちの中に隠し逃亡していたことが事件の真相であった。

## 弁護放棄
Mの裁判は異常に早い速度で進められ、1959年（昭和34年）4月7日に熊本地方裁判所は検察の求刑通り死刑判決を出し、二審の福岡高等裁判所も7月11日に控訴を棄却した。
Mは最高裁判所に上告したが、上告審は下級審で出された判決が憲法や法律または判例に違反していないかを書面審理する役割である。証拠調べをとりおこなうこともなく、被告人本人が出廷することはない。そのため検察と弁護人による口頭弁論は通常は二審の判決を変更する場合しか開かれない。しかし三鷹事件で、東京高等裁判所が被告人側の弁論を聞くことなく書面審理だけで一審の無期懲役判決を破棄し、逆転死刑判決を言い渡したことが問題視されたため、1955年（昭和30年）ごろから最高裁判所も死刑適用事件については、口頭弁論を開く慣習が定着していた。
もっともMは、事実関係を認めているうえ情状酌量すべき事由もないことから、死刑判決が覆る可能性はほぼなかった。1960年（昭和35年）9月9日に最高裁判所第二小法廷でMの口頭弁論公判が開廷したが、Mの国選弁護人は「Mは事実誤認、量刑不当などを上告理由にしているが、それは控訴審までの段階で主張すべきものであり、上告の理由にはならない」と発言した。この発言は事実上弁護人も上告の必要もなくMは死刑が相当であると主張したものであった。これには裁判官側もMの死刑を求めている検察側も驚くものであった。国選とはいえ弁護人がMの主張を裁判で代弁する契約を反故にし職務放棄をするような発言であった。
そのため、9月9日に護憲主義の弁護士グループが「弁護人のように検事の立場にたつのは弁護士道に反する」と日本弁護士連合会に申し入れた。日本国憲法で被告人も裁判で弁護を受ける防御権を保障されているが、これは裁判の手続きを厳格化することで不正な裁判を防止し、冤罪を可能な限りださないようにする趣旨で制定されたものである。また日本国憲法第32条は法律の手続きによらなければ刑罰を下せないとしており、被告の防御権が十分に行使されないという法に反した裁判では死刑判決を下すのもできなかった。
結局、Mの口頭弁論は私選で別の弁護士が担当して11月18日に開廷し、Mの主張を代弁した。最高裁判所は12月16日にMの上告は刑事訴訟法第405条の上告理由に当たらないとして棄却し、Mの死刑が確定した。
Mは死刑確定から2年後の1962年（昭和37年）12月21日に福岡拘置所で死刑が執行されたが、同房の囚人に「身体を大事にしてください。生きる努力をしてください、それだけを願っています」という言葉を残していったという。